# François III de Rye
 (mars 2023).
François de Rye est un ecclésiastique du XVIIe siècle. Il fut archevêque coadjuteur de Besançon et  archevêque titulaire de Césarée-en-Cappadoce (de) de 1623 à 1636, avant de succéder à son oncle Ferdinand de Rye comme archevêque de Besançon en 1636 jusqu'en 1637, année de sa mort. 

## Biographie
François de Rye est le fils de Philibert de Rye, général d'artillerie aux Pays-Bas espagnols et de Claudine de Tournon, sœur du cardinal François de Tournon. Son premier bénéfice ecclésiastique fut celui de prieur de Dampierre. Après des études à Rome, il fut envoyé à Bruxelles à la cour des archiducs Albert et Isabelle, alors souverains des Pays-Bas espagnols. Il se fit rapidement apprécier du couple princier qui le nomma chef de sa chapelle personnelle puis Grand aumônier.
Grâce à l'appui de son oncle, il gravissait dans le même temps les échelon dans l'église diocésaine en devenant chanoine du chapitre métropolitain puis le 12 juin 1599 Haut doyen de ce même chapitre. En 1618 Ferdinand de Rye le proposa au chapitre pour être son coadjuteur ce qui fut accepté le 16 octobre 1618. Un retard dans l'envoi de cette décision à Rome puis le décès du pape Paul V reportèrent sa nomination effective au 9 janvier 1623. Il fut sacré évêque en 1626 tout en demeurant à Bruxelles.
Il succéda à son oncle le 20 août 1636 mais ne prit jamais possession de son siège car il mourut huit mois plus tard à Bruxelles le 17 avril 1637, jour prévu pour la remise du pallium.